# Pedro de Trajanópolis
Pedro de Trajanópolis foi um bispo cristão do século V, da cidade de Trajanópolis, na Trácia.
Teve participação no Primeiro Concílio de Éfeso, em 431, em apoio a João I de Antioquia. Foi condenado pelo sínodo e, em virtude disto, "dedicou a este um libelo em que, rejeitando seu comportamento anterior, fazia profissão de fé ortodoxa e renegava Nestório".